# Gammarus stagnarius
Gammarus stagnarius is een vlokreeftensoort uit de familie van de Gammaridae. De wetenschappelijke naam van de soort is voor het eerst geldig gepubliceerd in 2002 door Hou, Li & Morino.